# Трипп, Уоллес Уитни
Уоллес Уитни Трипп (англ. Wallace Whitney Tripp; 26 июня 1940 — 9 сентября 2018) — американский художник, писатель и иллюстратор. Известен как детский иллюстратор, часто использовавший в своих работах антропоморфных животных, как правило, мышей, кроликов, и кошек.

## Биография
Родился 26 июня 1940 года в Бостоне, детство провёл в штате Нью-Гэмпшир. Посещал школу при Бостонском музее изящных искусств, где занимался графикой и рисунком. Окончил колледж гуманитарных наук Кин, затем учился в Нью-Гэмпширском университете, получил степень бакалавра, и прежде, чем посвятить свою жизнь иллюстрации, три года преподавал английский язык. Во время работы преподавателем увлёкся рисованием, и в 1968 проиллюстрировал кавказскую народную сказку про свинью, которая стала его первой проиллюстрированной книгой.
Последние годы жил в Питерсборо в штате Нью-Гэмпшир. Из-за проявлявшейся у него с 1982 года болезни Паркинсона он перестал рисовать. 9 сентября 2018 года Уоллес Трипп скончался.

## Семья
Был женат (Марси Трипп), имел трёх детей — два сына и дочь, все — художники, а также трёх внуков, двое из них музыканты, а один — биолог.

## Хобби
Любил слушать классическую музыку, а также увлекался авиацией, одно время в течение нескольких лет он создавал радиоуправляемые модели самолетов.